# جين تيرني
جين تيرني (بالإنجليزية: Gene Tierney)‏ هي كاتبة سير ذاتية وممثلة تعبيرية وممثلة أمريكية، ولدت في 19 نوفمبر 1920 ببروكلين في الولايات المتحدة، وتوفيت في 6 نوفمبر 1991 بهيوستن في الولايات المتحدة بسبب نفاخ رئوي.

## أعمال

### أفلام
- (1943) الجنة يمكن أن تنتظر
- (1944) لورا
- (1945) اتركها للجنة
- (1946) حد الشفرة

## ترشيحات
- جائزة الأوسكار لأفضل ممثلة، عن عمل: اتركها للجنة (1945)

## وصلات خارجية
- جين تيرني على موقع IMDb (الإنجليزية)
- جين تيرني على موقع الموسوعة البريطانية (الإنجليزية)
- جين تيرني على موقع روتن توميتوز (الإنجليزية)
- جين تيرني على موقع ألو سيني (الفرنسية)
- جين تيرني على موقع ميوزك برينز (الإنجليزية)
- جين تيرني على موقع تيرنر كلاسيك موفيز (الإنجليزية)
- جين تيرني على موقع أول موفي (الإنجليزية)
- جين تيرني على موقع قاعدة بيانات برودواي على الإنترنت (الإنجليزية)
- جين تيرني على موقع قاعدة بيانات الأفلام السويدية (السويدية)
- جين تيرني على موقع إن إن دي بي (الإنجليزية)